# Pachnobia brunneopicta
Pachnobia brunneopicta là một loài bướm đêm trong họ Noctuidae.